# Eugenio Monti
Eugenio Monti, född 28 januari 1928, död 1 december 2003, var en italiensk bobåkare.
Monti blev olympisk guldmedaljör både i tvåmanna- och fyrmannabob vid vinterspelen 1968 i Grenoble. Han var en av de två första som fick Pierre de Coubertins medalj 1964 för sitt sportmannaskap i Olympiska vinterspelen 1964.